# Gruma
Gruma ist ein mexikanisches Unternehmen mit Sitz in Monterrey, Nuevo León im Nordosten des Landes.
Als Lebensmittelhersteller hat sich das mexikanische Unternehmen Gruma auf die Produktion von Tortillas und Teigwaren aus Mais spezialisiert. Das Unternehmen wurde 1949 gegründet. Heute ist es der weltweit größte Produzent von Maismehl und Tortillas. Gegenwärtig wird Gruma von Javier Vélez Bautista geleitet. Der 2012 verstorbene Unternehmer Roberto González Barrera leitete und prägte das Unternehmen über viele Jahrzehnte. Rund 17.800 Mitarbeiter sind im Unternehmen beschäftigt. Tochterunternehmen sind unter anderem GIMSA und Molinera de México.